# Теоктист Румънски
Вижте пояснителната страница за други личности с името Теоктист.
Патриарх Теоктист I (мирянско име Тодор Аръпашу, на румънски: Toader Arăpaşu) (7 февруари 1915-30 юли 2007) е румънски православен духовник. В периода 1986 – 2007 е глава на Румънската православна църква. Като такъв е носел титлата: Негово Светейшество архиепископ на Букурещ, митрополит на Влашко и Добруджа, патриарх на Румънската православна Църква. Известен е с подръжничеството си към екуменизма.

## Биография
Роден е на 7 февруари 1915 г. в село Точилен, Източна Румъния. Завършва духовната семинария в манастира Черника край Букурещ. По време на обучението си през 1935 г. е постриган за монах в манастира Бистрица, в областта Нямц. През 1937 г. е ръкоположен за дякон, а през 1945 г. завършва богословие в Букурещ. От същата година е йеромонах, а от 1946 г. – архимандрит.
През 1950 г. е ръкоположен за епископ на Ботошани (Източна Румъния) и до 1962 г. е викариен епископ на молдовския митрополит, секретар на Светия синод, ректор на Букурещкия богословски институт.
От 1962 до 1973 г. е епископ на Арад (Западна Румъния). През 1963 г. е избран за епископ на румънските църковни общини с център в Детройт, САЩ, но не получава виза и до 1966 г. администрира румънските православни общини в Канада.
От 1973 до 1977 г. е архиепископ на Крайова и митрополит на Олтения, а от 1977 г. – архиепископ на Яш и митрополит на Молдова и Сучава до избора му за патриарх на 9 ноември 1986 г.
Многократно е идвал в България на официални и работни посещения. Заедно със сръбския патриарх Павле и българския патриарх Максим Тектист един от тримата най-възрастни и опитни предстоятели на поместни православни църкви.
След падането на режима на Николае Чаушеску (1989) Теоктист публично признава, че е сътрудничил на комунистическата тайна полиция, подава оставка и се оттегля в манастир. С посредничеството на няколко глави на поместни църкви, синодалните архиереи на Румънската православна църква го канят да заеме поста си отново.
По време на историческото посещение на папа Йоан Павел II в Румъния, патриарх Теоктист кани Римския епископ да участва в Божестената литургия, отслужена от него на 9 май 1999 г. На нея двамата архиереи си дават знака на мира и благословят заедно миряните.
На 30 юли 2007 г. главата на Румънската православна църква е приет в болница в Букурещ за операция на простатата. Умира по-късно същия ден.
На 4 август 2007 г. сутринта в Букурещ е погребението на румънския патриарх Теоктист. Заупокойната служба в църквата, посветена на равноапостолните св. св. Константин и Елена е ръководена от цариградския патриарх Вартоломей. В опелото взимат участие 150 представители на поместните православни църкви. Българската православна църква е представена на погребението от русенския митрополит Неофит, доростолския митрополит Иларион и от стобийски епископ Наум – секретар на Светия Синод. На панихидата присъстват представители на Римокатолическата църква, ръководени от кардинал Валтер Каспер, председател на Папския съвет за християнско единство, както и представители на протестантските общности. В Румъния, където 90% от населението изповядва православното християнство, денят на погребението на патриарх Теоктист е обявен за ден на национален траур. Президентът на страната Траян Бъсеску, който присъства на заупокойната служба, награждава посмъртно патриарх Теоктист с държавната награда „Звездата на Румъния“. Патриарх Теоктист е погребан в гробницата редом до своя предшественик патриарх Юстиниян.

## Любопитно
По местна традиция патриархът на Румъния носи не само бяла епанокамилавка (було), но изцяло бели дрехи: подрасник и расо.